# フワルシ人
フワルシ人（フワルシじん、フワルシ語: акьильза, атлилько; ロシア語: Хваршины;  英語: Khwarshi people）とは、ロシア連邦のダゲスタン共和国に居住する少数民族である。カフカースのアヴァール人の一派とされる。

## 概要
ダゲスタンのチュマジンスキー地区にある7つのフワルシ集落に居住する。北東コーカサス語族のダゲスタン語派、ツェズ諸語（英: Tsezic）に属す無文字言語であるフワルシ語を話す。
イスラム教スンニ派を信仰し、伝統的に農業で生計を立てている。ロシアの人口統計ではアヴァール人に含まれる。